# Mariana Suman
Mariana Suman z domu Filip (ur. 29 lipca 1951 w Roman) – rumuńska lekkoatletka, sprinterka i biegaczka średniodystansowa, medalistka mistrzostw Europy w 1974.
Startowała z powodzeniem zarówno w biegu 400 metrów, jak i w biegu na 800 metrów. Zdobyła brązowy medal w biegu na 400 metrów na europejskich igrzyskach juniorów w 1968 w Lipsku. Odpadła w eliminacjach tej konkurencji na mistrzostwach Europy w 1971 w Helsinkach.
Zdobyła brązowy medal w biegu na 800 metrów na mistrzostwach Europy w 1974 w Rzymie, przegrywając jedynie z Lilaną Tomową z Bułgarii i Gunhild Hoffmeister z Niemieckiej Republiki Demokratycznej. Na tych samych mistrzostwach zajęła 7. miejsce w sztafecie 4 × 400 metrów. Zwyciężyła w biegu na 800 metrów w finale pucharu Europy w 1975 w Nicei. Zajęła 8. miejsce w finale tej konkurencji na igrzyskach olimpijskich w 1976 w Montrealu.
Zdobyła brązowy medal w biegu na 800 metrów na halowych mistrzostwach Europy w 1978 w Mediolanie, ulegając jedynie Ulrike Bruns z Niemieckiej Republiki Demokratycznej i Totce Petrowej z Bułgarii. Na mistrzostwach Europy w 1978 w Pradze odpadła w półfinale biegu na 800 metrów i zajęła 7. miejsce w sztafecie 4 × 400 metrów.
Suman odnosiła również sukcesy mistrzostwach krajów bałkańskich: zwyciężyła w biegu na 400 metrów w 1977 i w biegu na 800 metrów w 1974, 1976 i 1977. 
Była mistrzynią Rumunii w biegu na 400 metrów w 1970 i 1971 oraz w biegu na 800 metrów w 1975 i 1976.
Trzykrotnie poprawiała rekord Rumunii w biegu na 400 metrów do czasu 51,20 s, uzyskanego 3 sierpnia 1974 w Sofii, jeden raz w biegu na 800 metrów rezultatem 1:58,64, osiągniętym 2 sierpnia 1974 w Sofii oraz jedenastokrotnie w sztafecie 4 × 400 metrów do czasu 3:30,7 (3 września 1978 w Pradze).